# Mary Midgley

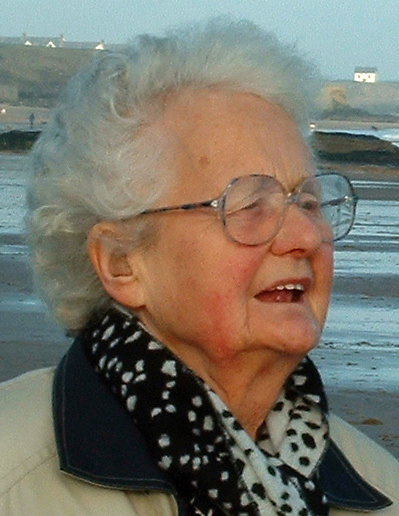
Mary Midgley (2002)

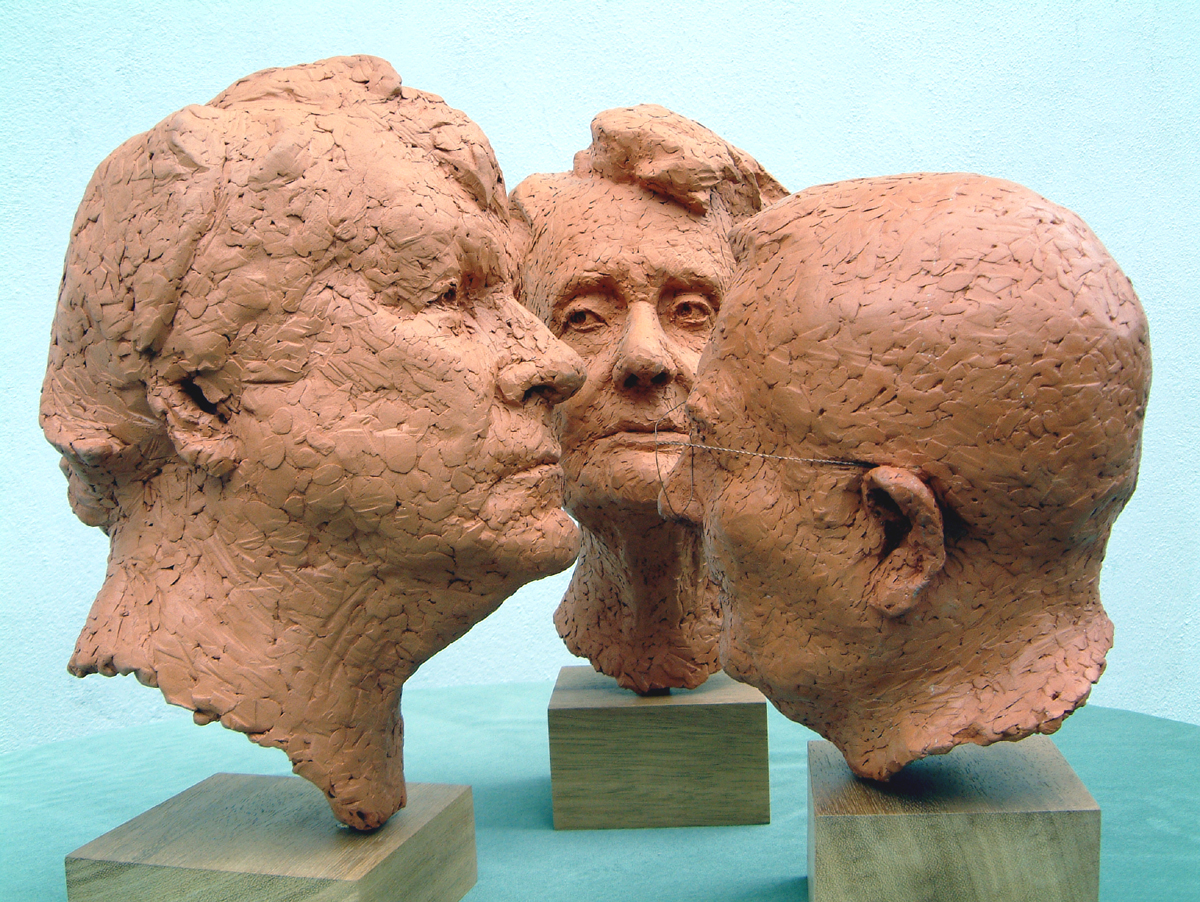
Jon Edgar: Mary Midgley zwischen James Lovelock und Richard Mabey (2008)

Mary Beatrice Midgley (geboren am 3. September 1919 als Mary Scrutton in London; gestorben am 10. Oktober 2018) war eine britische Philosophin.

## Leben
Mary Scruttons Vater war Hochschulpfarrer am King’s College in Cambridge, beide Eltern gehörten politisch zum Umkreis der linken Zeitschrift New Statesman. Scrutton besuchte die Downe House boarding school in Cold Ash bei Thatcham und studierte ab 1938 am Somerville College in Oxford. Prägende Kommilitoninnen waren Iris Murdoch, Philippa Foot und Elizabeth Anscombe. Ab 1942 war sie im Öffentlichen Dienst kriegsdienstverpflichtet. 
1947 begann sie ein Promotionsvorhaben und wurde 1948 Lecturer an der Reading University. Die Dissertation über Plotin bei Gilbert Murray brach sie ab.
1950 heiratete sie den Philosophielehrer Geoffrey Midgley (1921–1997), mit dem sie drei Söhne bekam. Die Widmung ihres ersten Buches galt ihnen: with many thanks for making it so clear to me that the human infant is not a blank paper.
1962 begann Midgley als Senior Lecturer für Philosophie an der Newcastle University zu unterrichten, was sie bis 1980 ausübte. Seither war sie freischaffende Philosophin und wurde wiederholt zu Forschungsaufenthalten und Lehrtätigkeiten an andere Universitäten eingeladen. 
Midgley erhielt 1995 die Ehrendoktorwürde der Durham University und 2008 der Newcastle University. Sie war Fellow der Royal Society of Literature.
Sie wurde bekannt durch ihre philosophische Arbeit über Wissenschaft, Ethik und Tierrechte. Sie schrieb nicht nur allgemeinverständlich, sondern suchte eine Verbindung zwischen der berufsmäßigen Philosophie und dem common sense. Sie sah daher A. J. Ayers Language, Truth and Logic (1935) als sinnlose und unwissenschaftliche Spielerei an. Richard Dawkins warf sie eine egoistische Philosophie vor.
Midgley wird aufgrund ihrer Bücher Beast and Man: The Roots of Human Nature und Animals and Why They Matter auch in Debatten um Vegetarismus rezipiert. J. M. Coetzee zitierte sie 1999 in seinem Buch Das Leben der Tiere und 2003 in Elizabeth Costello.
Ihr Sohn David Midgley (* 1948) ist Professor of German Literature and Intellectual History und lehrt am St John’s College der University of Cambridge.
Mary Midgley starb im Oktober 2018 im Alter von 99 Jahren.

## Schriften (Auswahl)
- Beast And Man. The Roots of Human Nature. Routledge, London 1978
- Heart and Mind. The Varieties of Moral Experience. Routledge, London 1981
- Animals And Why They Matter. A Journey Around the Species Barrier. University of Georgia Press, 1983
- Wickedness. A philosophical Essay. Routledge, London 1984
- mit Judith Hughes: Women’s Choices. Philosophical Problems Facing Feminism. Weidenfeld and Nicolson, London 1983
- Evolution as a Religion. Strange Hopes and Stranger Fears. Routledge, London 1985
- Can’t We Make Moral Judgements? Bristol Press, 1989
- Wisdom, Information and Wonder. What Is Knowledge For? Routledge, London 1989
- Science As Salvation. A Modern Myth and Its Meaning. Routledge, London 1992 Gifford Lectures.
- The Ethical Primate. Humans, Freedom and Morality. Routledge, London 1994
- Utopias, Dolphins and Computers. Problems of Philosophical Plumbing. Routledge, London 1996
- Science And Poetry. Routledge, London 2001
- Myths We Live By. Routledge, London 2003
- (Hrsg.): Earthy Realism. The Meaning of Gaia. Imprint Academic, 2007
- The Solitary Self. Darwin and the Selfish Gene. Acumen, 2010
- Are you an Illusion? Acumen, 2014
- What is Philosophy for? Bloomsbury, 2018